# Perusztica (gmina)
Perusztica (bułg. Община Перущица) – gmina w południowej Bułgarii, w obwodzie Płowdiw.

## Miejscowości
Jedyną miejscowością gminy jest miasto Perusztica (bułg. Перущица).